# قائمة جوائز وترشيحات فايكنغز
فايكنغز هو مسلسل درامي تلفزيوني تاريخي كتبه وأنشأه مايكل هيرست لقناة التاريخ الكندية. تم تصويره في أيرلندا، وعرض لأول مرة في 3 مارس 2013 في كندا. المسلسل مستوحى من أحداث تاريخية مختلفة، ويتأقلم معها بشكل فضفاض.

## إجمالي الترشيحات والجوائز
| الممثل         | الترشيحات | الجوائز |
| -------------- | --------- | ------- |
| كاثرين وينيك   | 6         | 0       |
| مو دانفورد     | 3         | 1       |
| الكسندر لودفيج | 2         | 1       |
| ترافيس فيميل   | 1         | 0       |
| جيسالين جيلسيج | 1         | 0       |
| ناثان أوتول    | 1         | 0       |

## جوائز الجمعية الأمريكية للسينمائيين
| العام | الفئة                    | الترشيح                          | النتيجة | المرجع |
| ----- | ------------------------ | -------------------------------- | ------- | ------ |
| 2014  | جائزة المسلسل التلفزيوني | بي جي ديلون (حلقة: النسر الدامي) | رُشِّح     | [ 1 ]  |

## جوائز المحررين السينمائية الكندية
| العام | الفئة                           | الترشيح                        | النتيجة | المرجع |
| ----- | ------------------------------- | ------------------------------ | ------- | ------ |
| 2017  | أفضل التحرير في ساعة واحدة نصية | آرون مارشال (حلقة: كل ملائكته) | رُشِّح     | [ 2 ]  |

## جوائز الشاشة الكندية
| العام | الفئة                                                | الترشيح | النتيجة | المرجع |
| ----- | ---------------------------------------------------- | --- | ------- | ------ |
| 2014  | أفضل إخراج في مسلسل درامي                            | كين جيروتي (حلقة: تضحية) | رُشِّح     | [ 3 ]  |
| 2014  | أفضل دراما دولية                                     | مايكل هيرست، شيلا هوكين، جون ويبر، مورغان أوسوليفان، جيمس فلين، آلان جاسمر، شيري مارش | رُشِّح     | [ 3 ]  |
| 2014  | أفضل أداء لممثلة في دور درامي متواصل مستمر           | كاثرين وينيك | رُشِّح     | [ 3 ]  |
| 2014  | أفضل تصوير في برنامج دراماتيكي أو مسلسل              | جون بارتلي (حلقة: فدية الملك) | رُشِّح     | [ 3 ]  |
| 2014  | أفضل تحرير صور في برنامج دراماتيكي أو مسلسل          | آرون مارشال (حلقة: فدية الملك) | رُشِّح     | [ 3 ]  |
| 2014  | أفضل مؤثرات بصرية                                    | بيل هاليداي، دينيس بيراردي، دومينيك ريماني، جيم ماكسويل، جوليان باري، ماريا جوردون، مايكل بوريت، أوفيديو سينازان، بول ويشارت، ويلسون كاميرون (حلقة: جرّدوا من الغنائم)                    | فوز     | [ 3 ]  |
| 2015  | أفضل إخراج في مسلسل درامي                            | كاري سكوغلاند (حلقة: النسر الدامي) | رُشِّح     | [ 3 ]  |
| 2015  | أفضل دراما دولية                                     | جون ويبر، شيلا هوكين، مايكل هيرست، مورغان أوسوليفان، جيمس فلين، آلان جاسمر، شيري مارش | فوز     | [ 3 ]  |
| 2015  | أفضل صوت في برنامج دراماتيكي أو مسلسل                | جين تاترسول، ديفيد ماكالوم، ستيف ميديروس، ستيفن موير، روبرت وارشول، مارتن لي، كيرك لندز، دايل شيلدريك، يوري جورباتشو، غورو كوياما، آندي مالكولم، دانيال بيرش (حلقة: الاختيار)            | فوز     | [ 3 ]  |
| 2015  | أفضل مؤثرات بصرية                                    | دينيس بيراردي، مايكل بوريت، أوفيديو سينازان، جيريمي دينين، ماريا جوردون، بيل هاليداي، إريك لاكروا، جيم ماكسويل، جوليان باري، دومينيك ريماني (حلقة: احتلال)                               | فوز     | [ 3 ]  |
| 2016  | أفضل إخراج في مسلسل درامي                            | هيلين شيفر (حلقة: ولدت من جديد) | رُشِّح     | [ 3 ]  |
| 2016  | أفضل إخراج في مسلسل درامي                            | كيلي ماكين (حلقة: إلى البوّابات) | رُشِّح     | [ 3 ]  |
| 2016  | أفضل دراما دولية                                     | جيمس فلين، آلان جاسمر، بيل جودارد، مايكل هيرست، شيلا هوكين، شيري مارش، مورغان أوسوليفان، جون ويبر                                                                                        | فوز     | [ 3 ]  |
| 2016  | أفضل تحرير صور في برنامج دراماتيكي أو مسلسل          | آرون مارشال (حلقة: قدر المقاتل) | رُشِّح     | [ 3 ]  |
| 2016  | أفضل صوت في برنامج كوميدي أو درامي أو مسلسل          | يوري جورباتشو، جاك هيرين، غورو كوياما، مارتن لي، كيرك لندز، آندي مالكولم، ديفيد ماكالوم، ستيف ميديروس، دايل شيلدريك، جين تاترسول، دانيال بيرش، ساندرا فوكس (حلقة: إلى البوّابات)          | رُشِّح     | [ 3 ]  |
| 2016  | أفضل مؤثرات بصرية                                    | إنجين أرسلان، دينيس بيراردي، مايكل بوريت، أوفيديو سينازان، جيريمي دينين، ماريا جوردون، بيل هاليداي، لين هارفي، كين ماكينزي، دومينيك ريماني، بول ويشارت، جوليان باري (حلقة: إلى البوّابات) | فوز     | [ 3 ]  |
| 2017  | أفضل مسلسل درامي                                     | شيلا هوكين، جون ويبر، مايكل هيرست، مورغان أوسوليفان، جيمس فلين، آلان جاسمر، شيري مارش، بيل غودار                                                                                         | رُشِّح     | [ 4 ]  |
| 2017  | أفضل إنجاز في تجارب الأداء                           | ديردري بوين (حلقة: الاحتفال برأس السنة) | رُشِّح     | [ 4 ]  |
| 2017  | أفضل إخراج في مسلسل درامي                            | جيف وولنو (حلقة: السفينة الأخيرة) | رُشِّح     | [ 4 ]  |
| 2017  | أفضل إخراج في مسلسل درامي                            | هيلين شيفر (حلقة: مخطوبة) | رُشِّح     | [ 4 ]  |
| 2017  | أفضل إخراج في برنامج أو نمط حياة أو معلومات أو مسلسل | فرانك سامسون (الفايكنغز الموسم 4 الخاصة) | فوز     | [ 4 ]  |
| 2017  | أفضل تحرير صور في برنامج دراماتيكي أو مسلسل          | آرون مارشال (حلقة: المكسب والخسارة) | رُشِّح     | [ 4 ]  |
| 2017  | أفضل تحرير صور في برنامج دراماتيكي أو مسلسل          | كريس دونالدسون (حلقة: اقتل الملكة) | رُشِّح     | [ 4 ]  |
| 2017  | أفضل تحرير صور في برنامج دراماتيكي أو مسلسل          | دون كاسيدي (حلقة: السفينة الأخيرة) | رُشِّح     | [ 4 ]  |
| 2017  | أفضل صوت في برنامج كوميدي أو درامي أو مسلسل          | جين تاترسول، ستيف ميديروس، برينان ميرسر، ديفيد ماكالوم، دايل شيلدريك، مارتن لي، كيرك لندز، يوري جورباتشو، دانيال بيرش، غورو كوياما، جاك هيرين (حلقة: السفينة الأخيرة)                    | فوز     | [ 4 ]  |
| 2017  | أفضل مؤثرات بصرية                                    | دومينيك ريماني، بيل هاليداي، مايكل بوريت، كيران ماكاي، جيم ماكسويل، بول ويشارت، أوفيديو سينازان، جيريمي دينين، توم موريسون، لين هارفي (حلقة: السفينة الأخيرة)                            | فوز     | [ 4 ]  |
| 2018  | أفضل مسلسل درامي                                     | شيلا هوكين، جون ويبر، مايكل هيرست، مورغان أوسوليفان، جيمس فلين، آلان جاسمر، شيري مارش، بيل جودارد                                                                                        | رُشِّح     | [ 5 ]  |
| 2018  | أفضل إخراج في مسلسل درامي                            | جيف وولنو (حلقة: الانتقام) | رُشِّح     | [ 5 ]  |
| 2018  | أفضل صوت في الخيال                                   | مارتن لي، ايان رانكين، دانيال بيرش، برنت بيكيت، دايل شيلدريك، ستيف ميديروس، برينان ميرسر، جين تاترسول، ديفيد ماكالوم، غورو كوياما، يوري جورباتشو (حلقة: الحساب)                          | فوز     | [ 5 ]  |
| 2018  | أفضل مؤثرات بصرية                                    | بيل هاليداي، دومينيك ريماني، مايكل بوريت، بول ويشارت، أوفيديو سينازان، جيم ماكسويل، كيران ماكاي، إيزابيل اليس، توماس موريسون، لين هارفي (حلقة: في العشية)                                | فوز     | [ 5 ]  |
| 2018  | أفضل ممثل في مسلسل درامي                             | ألكسندر لودفيج | فوز     | [ 5 ]  |

## جوائز اختيار النقاد التلفزيون
| العام | الفئة                            | الترشيح      | النتيجة | المرجع |
| ----- | -------------------------------- | ------------ | ------- | ------ |
| 2015  | أفضل ممثلة مساعدة في مسلسل درامي | كاثرين وينيك | رُشِّح     | [ 6 ]  |

## جوائز نقابة مخرجي كندا
| العام | الفئة                              | الترشيح | النتيجة | المرجع |
| ----- | ---------------------------------- | --- | ------- | ------ |
| 2014  | أفضل تحرير صور - مسلسل تلفزيوني    | آرون مارشال (حلقة: فدية الملك) | رُشِّح     | [ 7 ]  |
| 2014  | أفضل تحرير صوت - مسلسل تلفزيوني    | كلير دوبسون، أندرو جابلونسكي، ديفيد ماكالوم، ستيف ميديروس، برينان ميرسر، دايل شيلدريك وجين تاترسول (حلقة: الأثر)                                                                                  | فوز     | [ 7 ]  |
| 2015  | أفضل إخراج - مسلسل تلفزيوني        | كاري سكوغلاند (حلقة: النسر الدامي) | فوز     | [ 8 ]  |
| 2015  | أفضل مسلسل تلفزيوني - دراما        | كاري سكوغلاند، ستيف ويكفيلد، كميل مانسفيلد، جين تاترسول، ستيف ميديروس، ديفيد ماكالوم، دايل شيلدريك، برينان ميرسر، أندرو جابلونسكي، آرون مارشال، دان بريسينو، براندي هاميلتون (حلقة: النسر الدامي) | رُشِّح     | [ 8 ]  |
| 2015  | أفضل تحرير صور - مسلسل تلفزيوني    | دون كاسيدي (حلقة: صلوات الإله) | فوز     | [ 8 ]  |
| 2015  | أفضل تحرير صور - مسلسل تلفزيوني    | آرون مارشال (حلقة: النسر الدامي) | رُشِّح     | [ 8 ]  |
| 2015  | أفضل تحرير صوت - مسلسل تلفزيوني    | جين تاترسول، ستيف ميديروس، ديفيد ماكالوم، دايل شيلدريك، يوري جورباتشو، برينان ميرسر، أندرو جابلونسكي (حلقة: الاختيار)                                                                             | فوز     | [ 8 ]  |
| 2016  | الإنجاز متميز في إخراج مسلسل درامي | هيلين شيفر (حلقة: ولدت من جديد) | فوز     | [ 9 ]  |
| 2016  | الإنجاز متميز في إخراج مسلسل درامي | جيف وولنو (حلقة: قدر المقاتل) | رُشِّح     | [ 9 ]  |
| 2016  | الإنجاز متميز في إخراج مسلسل درامي | كيلي ماكين (حلقة: إلى البوّابات) | رُشِّح     | [ 9 ]  |
| 2016  | الإنجاز متميز في إخراج مسلسل درامي | كين جيروتي (حلقة: الميّت) | رُشِّح     | [ 9 ]  |
| 2017  | الإنجاز متميز في إخراج مسلسل درامي | هيلين شيفر (حلقة: مخطوبة) | فوز     | [ 10 ] |
| 2017  | أفضل تحرير صور - مسلسل تلفزيوني    | دونالد كاسيدي (حلقة: في ساعة غامضة قبل الصباح) | فوز     | [ 10 ] |
| 2017  | أفضل تحرير صوت - مسلسل تلفزيوني    | كلير دوبسون، أندرو جابلونسكي، ديفيد ماكالوم، ستيف ميديروس، برينان ميرسر، دايل شيلدريك، جين تاترسول، يوري جورباتشو (حلقة: السفينة الأخيرة)                                                         | فوز     | [ 10 ] |

## جوائز إيمي
| العام | الفئة                                           | الترشيح | النتيجة | المرجع |
| ----- | ----------------------------------------------- | --- | ------- | ------ |
| 2013  | المؤثرات البصرية الخاصة المميزة في دور ثانوي    | دينيس بيراردي، جوليان باري، بيل هاليداي، ويلسون كاميرون، دومينيك ريماني، جيم ماكسويل، أوفيديو سينازان، ماريا جوردون، مايك بوريت (حلقة: جرّدوا من الغنائم) | رُشِّح     | [ 11 ] |
| 2013  | تحرير صوت متميز لمسلسل                          | جين تاترسول، ستيف ميديروس، ديفيد ماكالوم، برنت بيكيت، دايل شيلدريك، يوري جورباتشو، غورو كوياما، آندي مالكولم (حلقة: الأثر)                               | رُشِّح     | [ 12 ] |
| 2013  | تصميم عنوان رئيسي مميز                          | راما ألين، أودري ديفيس، ريان ماكينا، ويستلي ساروكين، دانيال موريس                                                                                        | رُشِّح     | [ 13 ] |
| 2014  | المؤثرات البصرية الخاصة المميزة في دور ثانوي    | دومينيك ريماني، جوليان باري، دينيس بيراردي، مايكل بوريت، بيل هاليداي، أوفيديو سينازان، ماريا جوردون، جيم ماكسويل، جيريمي دينين (حلقة: احتلال)            | رُشِّح     | [ 14 ] |
| 2015  | المؤثرات البصرية الخاصة المميزة                 | مايكل بوريت، بيل هاليداي، جوليان باري، دومينيك ريماني، أوفيديو سينازان، جيريمي دينين، بول ويشارت، إنجين أرسلان، كين ماكينزي (حلقة: إلى البوّابات)         | رُشِّح     | [ 15 ] |
| 2016  | تحرير صوت متميز لمسلسل                          | جين تاترسول، ديفيد ماكالوم، دايل شيلدريك، ستيف ميديروس، برينان ميرسر، يوري جورباتشو، آندي مالكولم، غورو كوياما (حلقة: السفينة الأخيرة)                   | رُشِّح     | [ 16 ] |
| 2016  | المؤثرات البصرية الخاصة المميزة                 | دومينيك ريماني، بيل هاليداي، مايكل بوريت، بول ويشارت، أوفيديو سينازان، جيم ماكسويل، كيران ماكاي، جيريمي دينين، توم موريسون (حلقة: السفينة الأخيرة)       | رُشِّح     | [ 17 ] |
| 2016  | مكياج رائع للقطة كاميرا واحدة (غير الاصطناعية)  | توم ماكينيرني، كاتي ديروين، سيارا سكينيل (حلقة: الاحتفال برأس السنة)                                                                                     | رُشِّح     | [ 18 ] |
| 2017  | تصفيف الشعر المميز للقطة كاميرا واحدة           | دي كوركوران، كاثرين ارجي، جيني ريدمان، ايدا اريكسون & زوليكا ديلاني (حلقة: الانتقام)                                                                     | رُشِّح     | [ 19 ] |
| 2017  | مكياج رائع لسلسلة كاميرا واحدة (غير الاصطناعية) | توم ماكينيرني، كاتي ديروين، سيارا سكينيل، ليزان بروكتر (حلقة: كل ملائكته)                                                                                | رُشِّح     | [ 19 ] |
| 2017  | المؤثرات البصرية الخاصة المميزة                 | دومينيك ريماني، مايكل بوريت، بيل هاليداي، بول ويشارت، أوفيديو سينازان، جيم ماكسويل، كيرنان ماكاي، إيزابيل اليس، توم موريسون (حلقة: في العشية)            | رُشِّح     | [ 19 ] |
| 2018  | مكياج رائع لسلسلة كاميرا واحدة (غير الاصطناعية) | (حلقة: الموطن) | رُشِّح     | [ 20 ] |

## جوائز القيقب الذهبية
| العام | الفئة                                                  | الترشيح        | النتيجة | المرجع |
| ----- | ------------------------------------------------------ | -------------- | ------- | ------ |
| 2015  | أفضل ممثل في مسلسل تلفزيوني مذاع في الولايات المتحدة   | الكسندر لودفيج | رُشِّح     | [ 21 ] |
| 2015  | أفضل ممثلة في مسلسل تلفزيوني مذاعه في الولايات المتحدة | جيسالين جيلسيج | رُشِّح     | [ 21 ] |
| 2015  | أفضل ممثلة في مسلسل تلفزيوني مذاعه في الولايات المتحدة | كاثرين وينيك   | رُشِّح     | [ 21 ] |

## جوائز جولدن ريل
| العام | الفئة                                                         | الترشيح | النتيجة | المرجع |
| ----- | ------------------------------------------------------------- | --- | ------- | ------ |
| 2015  | أفضل تحرير صوت - تأثيرات صوتية قصيرة الشكل وفولي في التلفزيون | جين تاترسول، ديفيد ماكالوم، ستيف ميديروس، آندي مالكولم، غورو كوياما، ساندرا فوكس، برينان ميرسر (حلقة: أجوبة بالدم) | رُشِّح     | [ 22 ] |
| 2016  | أفضل تحرير صوت                                                | جين تاترسول، ديفيد ماكالوم، دايل شيلدريك (حلقة: نقطة الانهيار)                                                     | رُشِّح     | [ 23 ] |
| 2016  | أفضل تحرير صوت - تأثيرات صوتية قصيرة الشكل وفولي في التلفزيون | جين تاترسول، ستيف ميديروس، برينان ميرسر، غورو كوياما، ساندرا فوكس (حلقة: إلى البوّابات)                             | رُشِّح     | [ 23 ] |

## جوائزآي جي إن
| العام | الفئة               | الترشيح      | النتيجة | المرجع |
| ----- | ------------------- | ------------ | ------- | ------ |
| 2013  | أفضل بطل تلفزيوني   | ترافيس فيميل | رُشِّح     | [ 24 ] |
| 2014  | أفضل مسلسل تلفزيوني | فايكنغز      | رُشِّح     | [ 25 ] |
| 2015  | أفضل مسلسل تلفزيوني | فايكنغز      | رُشِّح     | [ 26 ] |

## جوائز السينما والتلفزيون الأيرلندي
| العام | الفئة                            | الترشيح                     | النتيجة | المرجع |
| ----- | -------------------------------- | --------------------------- | ------- | ------ |
| 2014  | أفضل تصميم زي                    | جوان برغن                   | رُشِّح     | [ 27 ] |
| 2014  | أفضل تصميم إنتاج                 | توم كونروي                  | فوز     | [ 27 ] |
| 2015  | أفضل مكياج وشعر                  | توم ماكينيرني & دي كوركوران | فوز     | [ 28 ] |
| 2015  | أفضل مخرج - دراما                | سياران دونيلي               | فوز     | [ 28 ] |
| 2015  | أفضل تصميم زي                    | جوان برغن                   | رُشِّح     | [ 28 ] |
| 2015  | أفضل تصميم إنتاج                 | مارك جيراغي                 | رُشِّح     | [ 28 ] |
| 2015  | أفضل تصميم إنتاج                 | توم كونروي                  | فوز     | [ 28 ] |
| 2016  | أفضل ممثل في دور داعم في الدراما | مو دانفورد                  | فوز     | [ 29 ] |
| 2016  | أفضل تصميم زي                    | جوان برغن                   | فوز     | [ 29 ] |
| 2016  | أفضل دراما                       | فايكنغز                     | رُشِّح     | [ 29 ] |
| 2016  | أفضل مكياج وشعر                  | لورين جلين ومورنا فيرغسون   | رُشِّح     | [ 29 ] |
| 2016  | أفضل تصوير سينمائي               | بي جي ديلون                 | رُشِّح     | [ 29 ] |
| 2017  | أفضل دراما                       | مورغان أوسوليفان وجيمس فلين | فوز     | [ 30 ] |
| 2017  | أفضل شعر ومكياج                  | دي كوركوران وتوم ماكينيرني  | فوز     | [ 30 ] |
| 2017  | أفضل ممثل في دور داعم في الدراما | مو دانفورد                  | رُشِّح     | [ 31 ] |
| 2017  | أفضل مخرج - دراما                | سياران دونيلي               | رُشِّح     | [ 31 ] |
| 2017  | أفضل تصميم إنتاج                 | مارك جيراغي                 | رُشِّح     | [ 31 ] |
| 2018  | أفضل دراما                       | مورغان أوسوليفان وجيمس فلين | رُشِّح     | [ 32 ] |
| 2018  | أفضل مخرج - دراما                | ستيف سانت ليجر              | رُشِّح     | [ 32 ] |
| 2018  | أفضل ممثل في دور داعم في الدراما | مو دانفورد                  | رُشِّح     | [ 32 ] |
| 2018  | أفضل تصميم زي                    | كهف سوزان أوكونور           | رُشِّح     | [ 32 ] |
| 2018  | أفضل شعر ومكياج                  | دي كوركوران وتوم ماكينيرني  | رُشِّح     | [ 32 ] |
| 2018  | أفضل تصميم إنتاج                 | مارك جيراغي                 | رُشِّح     | [ 32 ] |

## جوائز نقابة ماكياج الفنان وتصفيف الشعر
| العام | الفئة                                                                     | الترشيح                               | النتيجة | المرجع |
| ----- | ------------------------------------------------------------------------- | ------------------------------------- | ------- | ------ |
| 2014  | أفضل فترة و / أو حرف تصفيف الشعر - التلفزيون ومسلسل وسائل الإعلام الجديدة | دي كوركوران                           | رُشِّح     | [ 33 ] |
| 2014  | أفضل آثار ماكياج خاص - التلفزيون ومسلسل وسائل الإعلام الجديدة             | توم ماكينيرني                         | رُشِّح     | [ 33 ] |
| 2016  | أفضل فترة و / أو حرف تصفيف الشعر - التلفزيون ومسلسل وسائل الإعلام الجديدة | دي كوركوران                           | رُشِّح     | [ 34 ] |
| 2016  | أفضل آثار ماكياج خاص - التلفزيون ومسلسل وسائل الإعلام الجديدة             | توم ماكينيرني                         | رُشِّح     | [ 34 ] |
| 2018  | أفضل فترة و / أو حرف تصفيف الشعر - التلفزيون ومسلسل وسائل الإعلام الجديدة | دي كوركوران، زوليكا ديلاني، بيتر بيرك | رُشِّح     | [ 35 ] |

## جوائز تلفزيون أو إف تي أيه
| العام | الفئة                              | الترشيح | النتيجة | المرجع |
| ----- | ---------------------------------- | ------- | ------- | ------ |
| 2016  | أفضل ماكياج / تصفيف الشعر في مسلسل |         | رُشِّح     | [ 36 ] |
| 2016  | أفضل صوت في مسلسل                  |         | رُشِّح     | [ 36 ] |

## جوائز ساتالايت
| العام | الفئة                       | الترشيح | النتيجة | المرجع |
| ----- | --------------------------- | ------- | ------- | ------ |
| 2018  | أفضل مسلسل تلفزيوني - دراما | فايكنغز | فوز     | [ 37 ] |

## جوائز زحل
| العام | الفئة                                  | الترشيح | النتيجة | المرجع |
| ----- | -------------------------------------- | ------- | ------- | ------ |
| 2014  | أفضل عرض تلفزيوني لمسلسل محدود التشغيل | فايكنغز | رُشِّح     | [ 38 ] |

## جوائز جمعية المؤثرات البصرية
| العام | الفئة                                                            | الترشيح                                                                                   | النتيجة | المرجع |
| ----- | ---------------------------------------------------------------- | ----------------------------------------------------------------------------------------- | ------- | ------ |
| 2014  | التركيب البارز في برنامج البث                                    | أوفيديو سينازان، جاري كوتو، ماركو لي، ماريا جوردون (حلقة: جرّدوا من الغنائم)               | رُشِّح     | [ 39 ] |
| 2015  | محاكاة رائعة لأثره في برنامج تجاري أو برنامج إذاعي أو لعبة فيديو | جيريمي دينين، إريك لاكروا، كايل يونيدا، ران لونغ ون (حلقة: احتلال)                        | رُشِّح     | [ 40 ] |
| 2015  | التركيب البارز في برنامج البث الفعّال                             | أوفيديو سينازان، جاري كوتو، دوغ كوك، منغ انجل لي (حلقة: احتلال)                           | رُشِّح     | [ 40 ] |
| 2016  | المؤثرات المرئية الثانوية المتميزة في حلقة ضوئية                 | دومينيك ريماني، بيل هاليداي، بول ويشارت، أوفيديو سينازان، بول بيرن (حلقة: إلى البوّابات)   | فوز     | [ 41 ] |
| 2016  | بيئة مبتكرة متميزة في حلقة أو مشروع تجاري أو في الوقت الحقيقي    | بول ويشارت، كارول ودوداركزيك، توم موريسون، مات رالف (حلقة: باريس)                         | رُشِّح     | [ 41 ] |
| 2016  | دعم رائع التأثيرات المرئية في الحلقة السحرية                     | أوفيديو سينازان، أوليفيا ياب، غريج لامار، منغ انجل لي (حلقة: إلى البوّابات)                | رُشِّح     | [ 41 ] |
| 2017  | المؤثرات المرئية الثانوية المتميزة في حلقة ضوئية                 | دومينيك ريماني، مايك بوريت، أوفيديو سينازان، بول ويشارت، بول بيرن (حلقة: السفينة الأخيرة) | رُشِّح     | [ 42 ] |
| 2018  | المؤثرات المرئية الثانوية المتميزة في حلقة ضوئية                 | دومينيك ريماني، مايك بوريت، أوفيديو سينازان، بول ويشارت، بول بيرن (حلقة: في العشية)       | رُشِّح     | [ 43 ] |

## جوائز شبكة صور المرأة
| العام | الفئة                        | الترشيح      | النتيجة | المرجع |
| ----- | ---------------------------- | ------------ | ------- | ------ |
| 2014  | أفضل ممثلة دراما في مسلسل    | كاثرين وينيك | رُشِّح     | [ 44 ] |
| 2015  | أفضل عرض رائع من إخراج امرأة | هيلين شيفر   | فوز     | [ 45 ] |
| 2015  | أفضل ممثلة دراما في مسلسل    | كاثرين وينيك | رُشِّح     | [ 45 ] |
| 2016  | أفضل ممثلة دراما في مسلسل    | كاثرين وينيك | رُشِّح     | [ 46 ] |
| 2017  | أفضل عرض رائع من إخراج امرأة | هيلين شيفر   | فوز     | [ 47 ] |

## جائزة الفنان الصغير
| العام | الفئة                                                   | الترشيح     | النتيجة | المرجع |
| ----- | ------------------------------------------------------- | ----------- | ------- | ------ |
| 2014  | أفضل أداء في مسلسل تلفزيوني - ممثل شاب يظهر بشكل تواتري | ناثان أوتول | رُشِّح     | [ 48 ] |